# Marshall Peak
Marshall Peak är en bergstopp i Antarktis. Den ligger i Västantarktis. Argentina, Chile och Storbritannien gör anspråk på området. Toppen på Marshall Peak är 1 205 meter över havet.
Terrängen runt Marshall Peak är huvudsakligen lite bergig. Trakten är obefolkad. Det finns inga samhällen i närheten.